# Kaka (fugl)
 For alternative betydninger, se Kaka. (Se også artikler, som begynder med Kaka)
Kaka (Nestor meridionalis) er en fugl i gruppen af newzealandske papegøjer og en af to bevarede arter i slægten Nestor. Arten overlever i kraft af to underarter og er nært beslægtet med kea (Nestor notabilis). Kaka er endemisk i New Zealand.